# Pistolet High Standard HDM
High Standard HDM – amerykański pistolet samopowtarzalny wyposażony w zintegrowany tłumik produkcji High Standard Manufacturing Company, przyjęty na uzbrojenie Office of Strategic Services (OSS) podczas II wojny światowej.

## Historia
Po przystąpieniu Stanów Zjednoczonych do II wojny światowej pojawiła się potrzeba zaprojektowania wytłumionej broni niewielkich rozmiarów dla pracowników OSS i innych służb prowadzących tajne operacje wojskowe i szpiegowskie za liniami wroga.
Pierwotnie podnoszono pomysły wytłumienia pistoletu Colt M1911, ale jego nabój .45 ACP miał zdecydowanie za duży kaliber dla tego typu broni. Postanowiono więc użyć naboju .22 LR kalibru 5,6 mm, ten z kolei miał jednak zbyt małą siłę obalającą. Dlatego na potrzeby nowej konstrukcji opracowano specjalną wersję naboju z całkowicie metalowym płaszczem.
Szef OSS Bill Donovan osobiście zademonstrował pistolet prezydentowi Franklinowi Rooseveltowi w Gabinecie Owalnym.
Broń ta nadal znajduje się w magazynach wojska i tajnych służb Stanów Zjednoczonych, w tym w CIA, US Marines i Sił Specjalnych. Była przydzielana pilotom samolotów szpiegowskich Lockheed U-2 w okresie zimnej wojny, pojawiły się nawet niepotwierdzone informacje o jej użyciu w 1991 roku podczas I wojny w Zatoce Perskiej.

## Opis konstrukcji
Pod względem konstrukcyjnym High Standard HDM to konwencjonalny pistolet samopowtarzalny z zamkiem swobodnym, wyposażony w zintegrowany tłumik, który zmniejsza huk jego wystrzału o ponad 20 dB. Oryginalne modele kontraktowe były oksydowane, z powłoką fosforanową (parkeryzowaną) na tłumiku. Kolejne partie były już całkowicie parkeryzowane, ale modele produkowane po II wojnie światowej dla CIA ponownie były ponownie tylko oksydowane. Broń ma dźwignię bezpiecznika zamontowaną na ramie po lewej stronie w pozycji podobnej do Colta M1911A1 i Browninga Hi-Power. Celownik szczerbinkowy.